# منتزه جبل بيكو الوطني
منتزه جبل بيكو الوطني هو متنزه وطني في ساحل العاج، أُنشئ سنة 1968.

## الجغرافيا
يضم منتزه جبل بيكو الوطني جبلين، ويُعد جبل بيكو الأعلى والأكثر بروزًا، إذ يبلغ ارتفاعه 997 مترًا.

### البيئة
تُغطي الغابات حوالي 80% من مساحة المنتزه، وتُهيمن عليه أنواع من الأشجار مثل الخشب الأبيض، والميس، والكولة، والمانسونيا. ويعد المنتزه موطنًا لحوالي 240 نوعًا من الطيور، وقد صُنّفت منطقة هامة لحفظ الطيور من قِبل منظمة جمعية الطيور العالمية، نظرًا لما تؤويه من تجمعات كبيرة من الطيور المتنوعة.

### تعداد الشمبانزي في المنتزه
أظهر إحصاء ميداني أُجري في أبريل 2001 وجود عدد كبير من الشمبانزي في المنتزه. وقد استخدم الباحثان أربعة مسارات مستقيمة يتراوح طولها بين كيلومترين وأربعة كيلومترات، بإجمالي طول بلغ 12.5 كيلومترًا. وأشارت نتائج الإحصاء إلى كثافة تُقدَّر بنحو 1.6 شمبانزي لكل كيلومتر مربع، مما يعني وجود حوالي 320 شمبانزيً مفطوم في حديقة مون بيكو الوطنية. كما تشير تقديرات سابقة إلى أن غابة هوت ساساندرا المصنفة، المتصلة بالحديقة عبر ممرات طبيعية، قد تأوي ما يصل إلى 400 شمبانزي إضافي.